# トミー・ペイジ

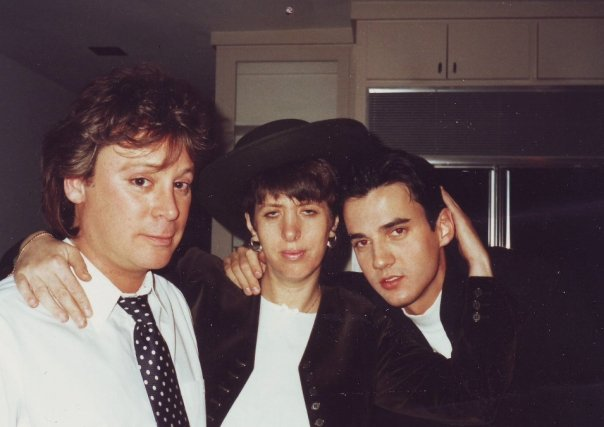
左：エリック・カルメン、中：ダイアン・ウォーレン、右：トミー・ペイジ

トミー・ペイジ（Tommy Page、1967年5月24日 - 2017年3月3日）は、1990年のヒット・シングル「アイル・ビー・ユア・エヴリシング」で最もよく知られ、後に音楽業界において重役となったアメリカのシンガーソングライター。ペイジは、マレーシアの歌手エイミー・マスチュラやファウジア・ラティフなど、多くのアーティストとコラボレーションを行った。

## 生い立ち
ペイジは1967年、ニュージャージー州グレンリッジでフレッドとミリアム・ペイジという両親の元に生まれた。近隣のウエスト・コールドウェルで育つ。1985年にジェームズ・コールドウェル高校を卒業した。すでに高校卒業後からニューヨークのナイトクラブで歌いはじめていた。
ペイジは、音楽のキャリアが軌道に乗り始めたとき、ニューヨーク大学のスターン・スクール・オブ・ビジネスを休学した。彼は残りの2年間を終えるため帰国し、1997年に卒業した。

## キャリア
1985年、トミーと弟のビル・ペイジはニュージャージーでブロークン・プロミセス (Broken Promises)というバンドを結成。彼らはブロッコリー・レイブ・レコード (Broccoli Rabe Records)と契約し、セルフタイトルの4曲入りEPをリリースした。トミーは、キーボード、ピアノ、およびバック・ボーカルを演奏している。
1年後、スターンでの最初の1年間の生活を支えるために、ペイジはネルズと呼ばれるニューヨークで人気のナイトクラブにおいてクローク・アテンダントとして働いた。この仕事により、ペイジはハウスDJにデモテープを再生してもらう機会を得た。ハウスDJは、デモをクラブ・ミックスの一部として使用した。その未知のサウンドに感銘を受けたDJによって、ペイジはすぐにサイアー・レコードの創設者であるシーモア・スタインに紹介された。
その直後、彼は映画『シャグ』の主題歌を書くよう依頼され、それを彼の最初のシングルとしてリリースした。ペイジのセルフタイトルのデビュー・アルバムは、1988年11月にサイアー/ワーナーからリリースされ、「ア・ジリオン・キッス」「ターニング・ミー・オン」「アイ・シンク・アイム・イン・ラヴ」「ア・ショルダー・トゥ・クライ・オン」といったヒット曲が収録された。
ペイジの次のアルバム『ペインティングス・イン・マイ・マインド』はペイジの祖母に捧げられ、アルバムに収録されたシングル「アイル・ビー・ユア・エヴリシング」は全米で首位を獲得した。これはニュー・キッズ・オン・ザ・ブロックのメンバーと共に作曲し、NKOTBのメンバーをフィーチャーした曲だった。その後にアルバムからは「ホエン・アイ・ドリーム・オブ・ユー」とNKOTBとのもう一つのコラボレーション曲「ターン・オン・ザ・レイディオ」が続いた。このアルバムには、ラテンのフリースタイル歌手サ・ファイアとのデュエット「Don't Give Up on Love」も収録されている。サ・ファイアとペイジが共作したこの曲は、海外でシングルとしてリリースされた。
1991年にリリースされたペイジの3枚目のアルバムのタイトルは『フロム・ザ・ハート』で、そこでの彼のボーカルは以前の作品よりも高く広い音域を示した。このアルバムではバラードはよりオーケストラ的なサウンドとなりになり、トミーは、アルバムの曲についてウィルソン・フィリップスなどに代表される当時の音楽トレンドに触発されたものであると述べた。最初のシングル「瞳をとじて (Whenever You Close Your Eyes)」で、ペイジはマイケル・ボルトンとダイアン・ウォーレンと共作した。「Under the Rainbow」と「Madly in Love」もシングルとしてリリースされた。
ペイジは、1992年1月14日に初めて放映された『フルハウス』のエピソード「Crushed」に出演した。このエピソードは、彼がステファニー・タナーの10歳の誕生日に特別な歌を歌うが、翌日は姉のD.J.と過ごし、ステファニーががっかりするというものだった。
アジアのファンへの感謝として、ペイジは1992年にアルバム『フレンド・トゥ・リライ・オン』をリリースした。このアルバムにはサリー・イップのデュエット「I'm Always Dreaming of You」、ニック・カーショウの「Wouldn't It Be Good」のカバー、ドナ・デロリー（マドンナのバック・シンガーとして最もよく知られている）が書いた「Heaven in Your Eyes」という曲が収録されている。当時ハウスミュージックが流行していたので、アップビートな曲はそのような形式で制作された。
1994年に次のアルバム『タイム』をリリースする前に、ペイジはアンドルー・ロイド・ウェバーのブロードウェイ・ミュージカル『ヨセフ・アンド・ザ・アメージング・テクニカラー・ドリームコート』でダニー・オズモンドの代役として3ヶ月間出演した。
ペイジは日本のレーベル、ポニーキャニオン・レコードと契約した後、特にアジアで次のアルバムをリリースすることに専念した。
1995年、彼は最初のコンピレーション・アルバム『Greatest Hits: Dedicated to You』をリリースした。同年、ペイジはティファニーとのデュエット曲「Close Our Eyes」を彼女のアルバム『All the Best』のためにレコーディングした。
彼の次のスタジオ・アルバム『ラヴィング・ユー』は、1996年にリリースされ、エイミー・マスチュラとのデュエット曲「The Best Part」と、ジョン・ウェイトの1984年のヒット曲「Missing You」のカバーが収録されている。
2000年にリリースされたアルバム『Ten 'Til Midnight』は、オンラインでのみ販売された。
2003年、ミュージックビデオ集のDVDを彼のウェブサイトを通じて販売。同年にはテネシー・ガールのアルバム『Guilty Pleasures』のプロデューサーの1人を務めた。
2011年、ワーナー・ブラザーズ・レコードの幹部として成功を収めた後、マイケル・ブーブレ、アラニス・モリセット、ジョシュ・グローバン、グリーン・デイといったアーティスト達のキャリアの形成に貢献し、その他にも出版者として『ビルボード』誌に参加した。出版者としてはインダストリー・アイコン・アワードや、『悪名高い有名人100選』などの新たな特集を組んだ。
2013年4月、ペイジは音楽パートナーシップの責任者としてパンドラ・インターネット・メディアに入社した。また、AMやFMのラジオ放送企業キュミュラス・メディアの重役としても働いている。
2015年、ペイジは「I Break Down 2015」というタイトルのシングルをリリースした。これは、1990年の同名の曲のスローバージョンである。
2016年6月、「I Break Down 2015」を含む彼自身の選曲によるバラード・ベストを『My Favorites』というタイトルで発売した。
2017年3月3日に自殺により亡くなり、彼の夫であるチャーリーと3人の子供たちが残された。

### ラ・カーサ
1993年、ペイジとラテン系のフリースタイル歌手サ・ファイアがチームを組んで、アラン・エドワーズ・ティベットとダチア・パーマーをフィーチャーした「ラ・カーサ (La Casa)」と呼ばれるハウスミュージック・グループを結成した。ペイジとサ・ファイアは、グループのために「Show Me the Way」「Get to You」「Dance to My Music」の3曲を書き、プロデュースした。これらの曲は、サイアー/ワーナーのハウスミュージック・コンピレーション・アルバムである『New Faces』に登場した。

## 私生活
ゲイである。

## ディスコグラフィ

### スタジオ・アルバム
- 『トミー・ペイジ・アルバム』 - Tommy Page (1988年、Sire)
- 『ペインティングス・イン・マイ・マインド』 - Paintings in My Mind (1990年、Sire)
- 『フロム・ザ・ハート』 - From the Heart (1991年、Sire)
- 『フレンド・トゥ・リライ・オン』 - A Friend to Rely on (1992年、Sire)
- 『タイム』 - Time (1994年、Canyon International)
- 『ラヴィング・ユー』 - Loving You (1996年、Canyon International)
- Ten 'Til Midnight (2000年、Independent)

### EP
- 『R.O.I.』 - Republic of Idols (1991年、Sire)

### コンピレーション・アルバム
- Greatest Hits: Dedicated to You (2000年、Sire)
- My Favorites (2016年、Independent)

### シングル
- 「SHAG」 - "The Shag" (1988年)
- 「ターニング・ミー・オン」 - "Turning Me On" (1988年)
- "A Shoulder to Cry on" (1988年)
- "I Think I'm in Love" (1988年)
- "A Zillion Kisses" (1989年)
- 「アイル・ビー・ユア・エヴリシング」 - "I'll Be Your Everything" (1990年)
- 「ターン・オン・ザ・レイディオ」 - "Turn On the Radio" (1990年)
- 「ホエン・アイ・ドリーム・オブ・ユー」 - "When I Dream of You" (1990年)
- 「天国のクリスマス」 - "You Make Christmas Feel Like Heaven" (1990年)
- 「瞳をとじて」 - "Whenever You Close Your Eyes" (1991年)
- "Under the Rainbow" (1991年)
- "My Shining Star" (1991年)
- "Tell the World" (1994年)
- "Close Our Eyes" (1995年) ※with ティファニー
- "I Break Down 2015" (2015年)